# George H. W. Bush
George Herbert Walker Bush (Milton, Massachusetts, 12 de junio de 1924-Houston, Texas, 30 de noviembre de 2018) también llamado coloquialmente Bush padre, fue un político estadounidense y el 41.er presidente de los EE.UU  entre 1989 y 1993. Previamente fue el 43.er vicepresidente de los Estados Unidos entre 1981 y 1989, y también fue un congresista, embajador, y director de la Agencia Central de Inteligencia.
Bush nació en Milton, Massachusetts, siendo sus padres Prescott Bush y Dorothy Walker Bush. Tras el ataque de Pearl Harbor en 1941, Bush pospuso ir a la universidad, se alistó en la Armada de los Estados Unidos en su 18.º cumpleaños y se convirtió en el aviador naval más joven de la Armada de ese entonces. Sirvió en la Armada hasta que la guerra terminó, y entonces fue a la Universidad de Yale. Graduándose en 1948, se mudó con su familia al oeste de Texas y entró en la industria petrolera, convirtiéndose en millonario a la edad de 40 años.
Se empezó a involucrar en la política poco después de fundar su propia compañía de petróleo, siendo miembro de la Cámara de Representantes, entre otras posiciones. Se postuló sin éxito a la presidencia de los Estados Unidos en las elecciones de 1980, aunque fue elegido por Ronald Reagan para ser el candidato a la vicepresidencia de los Estados Unidos, y ambos fueron elegidos como presidente y vicepresidente respectivamente. Durante su mandato, Bush encabezó las fuerzas de la administración en la lucha contra la drogas.
En las elecciones presidenciales de 1988, Bush lanzó una campaña exitosa para suceder a Reagan como presidente, derrotando a su oponente demócrata, Michael Dukakis. La política internacional fue uno de los principales pilares durante la presidencia de Bush. Durante su Gobierno, operaciones militares fueron llevadas a cabo en Panamá y en el golfo pérsico mientras el mundo estaba cambiando: el muro de Berlín cayó en 1989 y la Unión Soviética se disolvió dos años después. En el plano interno, Bush incumplió una de sus promesas, concretamente, la de no crear nuevos tipos de impuestos y tras una lucha con el Congreso, firmó un aumento de los impuestos que finalmente fue aprobado. A raíz de las preocupaciones económicas, perdió las elecciones de 1992 contra Bill Clinton.
Bush fue el padre de George W. Bush, el 43.er presidente de los Estados Unidos, y de Jeb Bush, 43.er gobernador de Florida. Fue el último presidente veterano de la Segunda Guerra Mundial. Hasta la elección de su hijo como presidente en el año 2000, Bush era comúnmente referido simplemente como «George Bush» pero, desde ese año, las formas «George H. W. Bush», «Bush 41» y «George Bush Sr.» han sido usadas comúnmente para distinguir al padre del hijo, siendo llamado también «Bush padre».
Su Biblioteca y Museo Presidencial fue establecida en College Station, Texas.

## Primeros años

### Nacimiento y educación
George Herbert Walker Bush nació en el número 173 de la calle Adams en Milton el 12 de junio de 1924, hijo de Prescott Sheldon Bush y Dorothy Walker Bush. La familia Bush se mudó a Greenwich, Connecticut, poco después de su nacimiento.
Bush empezó su educación en el Colegio del Condado de Greenwich. Empezando en 1936, fue la Academia Phillips en Andover, Massachusetts, donde tuvo una gran cantidad de posiciones de liderazgo, como presidente de la clase sénior, secretario del consejo escolar, un miembro del equipo editorial del periódico del colegio, y capitán en los equipos de béisbol y fútbol americano.

### Segunda Guerra Mundial

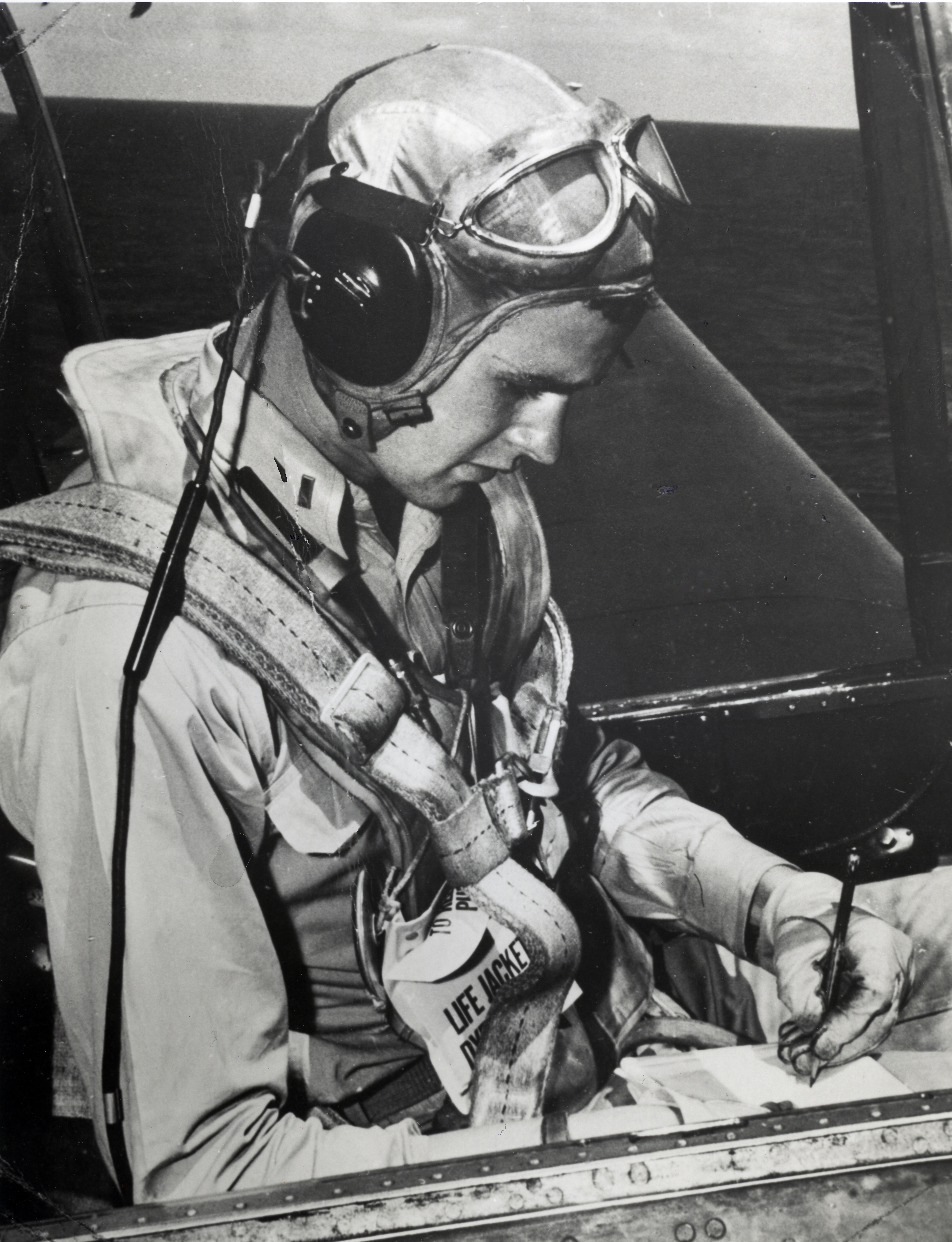
El joven Bush en su avión torpedero a bordo del San Jacinto en 1944.

Tras el ataque de Pearl Harbor en diciembre de 1941, Bush decidió unirse a la Armada, así que tras graduarse en la Academia Phillips a principios de 1942, se convirtió en un aviador naval a la edad de 18 años. Tras completar el curso de 10 meses, fue comisionado como alférez en la Residencia Naval de los Estados Unidos en Corpus Christi, Texas, el 9 de junio de 1943, tres días antes de su 19.º cumpleaños, lo que le hizo el aviador naval más joven por aquel entonces.
Fue asignado en el Escuadrón Torpedo (VT-51) como el oficial de fotografía en septiembre de 1943. Al año siguiente, su escuadrón se basaba en el USS San Jacinto (CVL-30). Sirviendo como miembro del Grupo Aéreo 51, su desgarbado físico hizo que se le conociera con el apodo "Skin". Durante ese tiempo, el grupo de trabajo obtuvo la victoria en una de las batallas aéreas más grandes de la Segunda Guerra Mundial: la batalla del Mar de Filipinas.
Tras la promoción de Bush como teniente júnior el 1 de agosto de 1944, el San Jacinto inició sus operaciones contra los japoneses en las islas Bonin. Bush puso a prueba a uno de los cuatro aviones Grumman TBM Avenger de la VT-51 que atacó las instalaciones japonesas de Chichijima. Su tripulación para la misión, que tuvo lugar en el 2 de septiembre de 1944, incluyó el Radioman de Segunda Clase John Delaney y el subteniente William White. Durante el ataque, el Avenger se encontró con fuego antiaéreo. Aunque el avión de Bush fue alcanzado por el fuego enemigo, el joven teniente fue capaz de cumplir su misión y bombardear a las tropas japonesas. Tras alcanzar su objetivo y pese a los graves daños en su aeronave, el joven piloto logró volar lo suficiente como para alejarse varias millas de la isla antes de que su avión cayera al mar. Durante la caída, Bush pudo lanzarse en paracaídas y fue rescatado posteriormente por la tripulación del submarino USS Finback (SS-230). Sin embargo él fue el único superviviente de aquel amerizaje, el resto de compañeros o bien murieron en la caída o bien fueron apresados por los japoneses y ejecutados posteriormente.
Poco después de estos sucesos Bush volvió al San Jacinto en noviembre de ese mismo año hasta que su escuadrón fue remplazado y enviado de vuelta a Estados Unidos, donde continuaría ayudando al esfuerzo de guerra mediante el entrenamiento de nuevos pilotos en la Base Naval de Norfolk hasta la rendición japonesa en 1945 y su licencia con honores en septiembre de ese año.

### Después de la Segunda Guerra Mundial

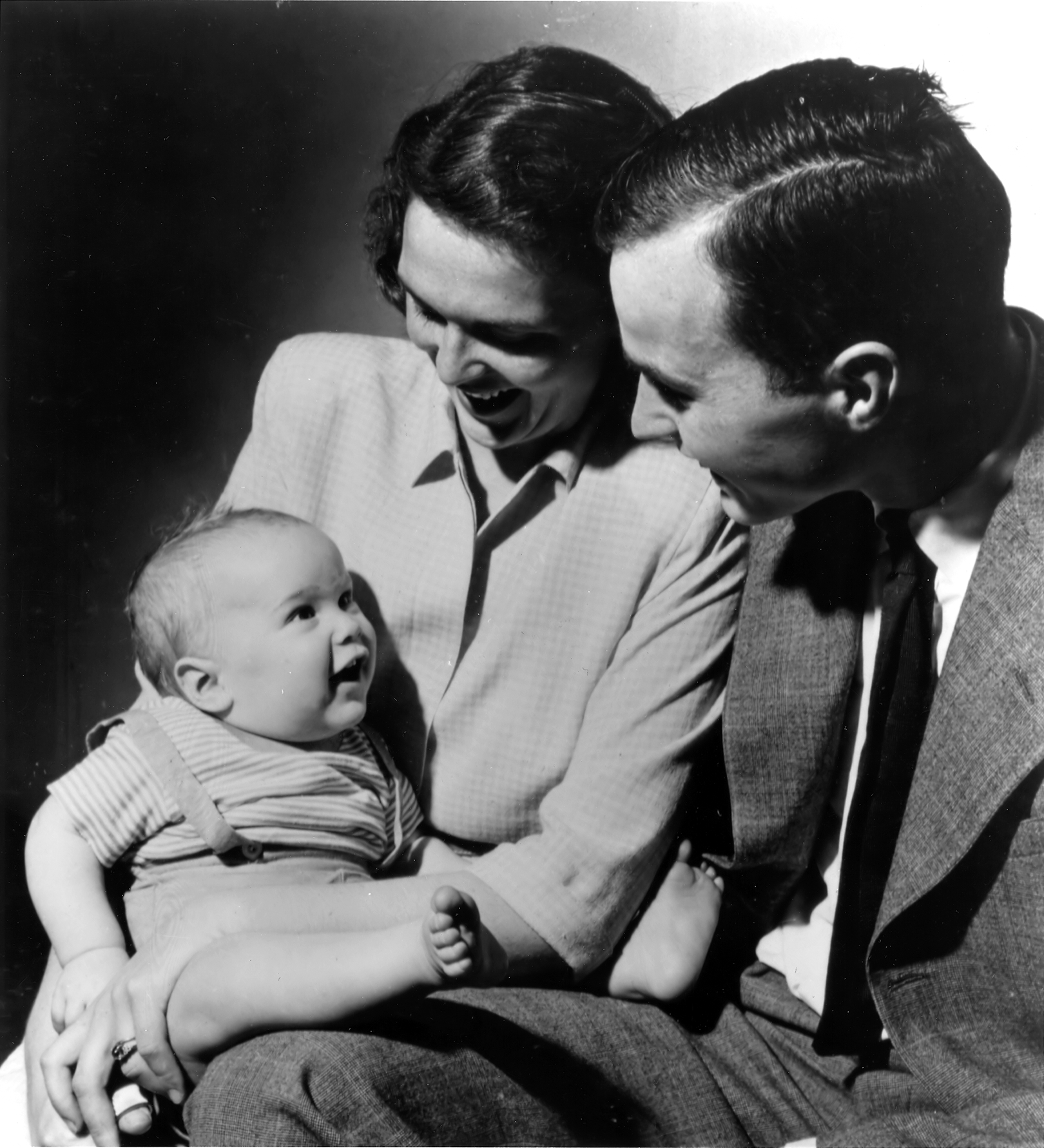
George W. Bush con sus padres George y Barbara Bush alrededor de 1947
.

George Bush se casó con Barbara Pierce (1925-2018) el 6 de enero de 1945 a las pocas semanas de volver de la guerra del Pacífico durante la Segunda Guerra Mundial. Su primera residencia sería un pequeño apartamento en Trenton (Míchigan), cerca de la base aérea asignada a Bush. El matrimonio tendría seis hijos: George W. Bush (1946), Pauline Robinson "Robin" Bush (1949-1953, muerta de leucemia), John Ellis "Jeb" Bush (1953, exgobernador de Florida), Neil Mallon Pierce Bush (1955), Marvin Pierce Bush (1956) y Dorothy Walker Bush (1959).
Bush había sido aceptado en la universidad de Yale antes de su alistamiento en el ejército, donde se matriculó tras su matrimonio y su licencia. Una vez ahí, siguió un programa que le permitió matricularse en dos años y medio en vez de en cuatro.
Fue miembro y posteriormente presidente de la hermandad masculina Delta Kappa Epsilon. También capitaneó en equipo de béisbol universitario y se inició, al igual que su padre, en la sociedad secreta Skull and Bones. Se graduó en 1948 como miembro de la Phi Beta Kappa con un grado en económicas.

## Actividad empresarial
Después de su graduación, Bush se movió junto a su joven familia a Texas. Allí los contactos de su padre le permitieron adentrarse en el negocio del petróleo, donde comenzó como empleado de ventas en Dresser Industries, una filial de Brown Brothers Harriman, en donde su padre había sido miembro de la junta directiva durante veinte años. En este tiempo la familia vivió en varios lugares de los estados vecinos, como Odessa, Ventura o Midland. Bush creó la compañía Bush-Overbey Oil Development en 1951 y en 1953 fue cofundador de la Zapata Corporation. En 1954 pasó a dirigir la Zapata Offshore Company, una empresa subsidiaria de la primera especializada en la perforación petrolífera.
En 1959, tras convertirse la empresa subsidiaria en independiente, Bush movió su sede, junto con toda su familia de Midland a Houston. Continuó sirviendo como presidente de la compañía hasta 1964 y como miembro de la junta hasta 1966, cuando decidió dar el paso a la política.
Durante este tiempo Bush logró amasar una considerable fortuna, calculándose a fecha de 2015 su fortuna en 20 millones de dólares.

## Carrera política

### Congresista (1967-1971)

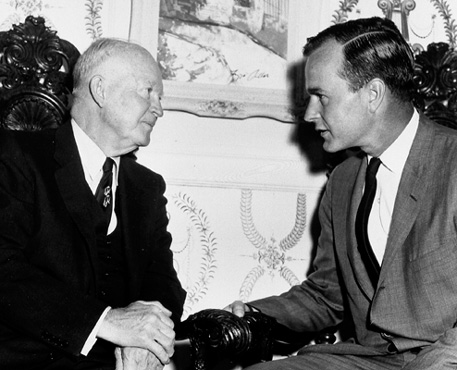
Bush con el expresidente Dwight D. Eisenhower en 1967.

En 1964 fue elegido presidente del Partido Republicano en el condado de Harris (Texas) e intentó conseguir el puesto de senador por Texas, consiguiendo ser elegido en las primarias de su partido y enfrentándose al titular demócrata Ralph W. Yarborough, un destacado liberal que tachó a Bush de extremista de derecha al apoyar este al candidato presidencial Barry Goldwater y oponerse a la legislación de los derechos civiles de la minoría negra. Bush perdió esta elección al ser reelegido su rival con diez puntos de diferencia.
Más adelante, Bush fue elegido dos veces consecutivas como representante (diputado) a la Cámara de Representantes del Congreso de los Estados Unidos (1967-1971) por el 7.º Distrito congresional del estado de Texas (un distrito que abarca una pequeña área del oeste del Condado de Harris). En estos años, Bush apoyó la política del presidente Nixon con respecto a Vietnam, votó a favor de la ley de los derechos civiles de 1968, la cual no era popular en su distrito y votó por abolir el reclutamiento militar obligatorio.
En 1970 volvió a presentarse al senado por recomendación del presidente Nixon, no obstante sería nuevamente derrotado y vería peligrar su futuro político.

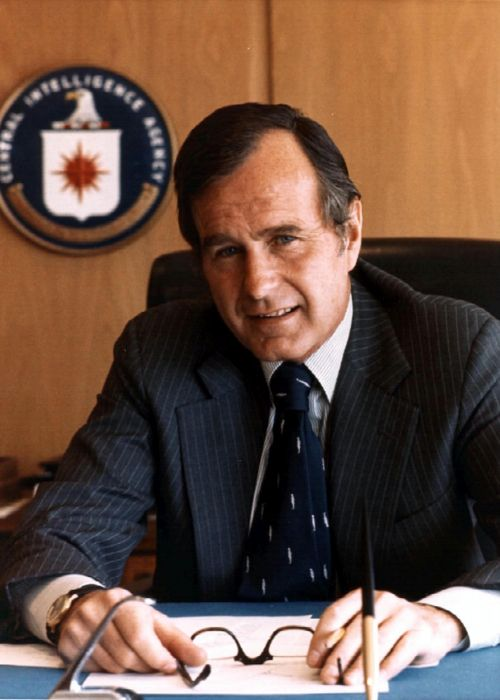
George H.W. Bush como director de la CIA.

### Embajador en las Naciones Unidas (1971-1973)
Tras su derrota, Nixon notó y apreció el sacrificio que Bush había hecho de su posición en el Congreso, por lo que le nombró embajador estadounidense en las Naciones Unidas, donde sirvió durante dos años.

### Presidente del Comité Nacional Republicano (1973-1974)
En medio del escándalo Watergate, Nixon le pidió a Bush que se convirtiera en presidente del Comité Nacional Republicano. Bush aceptó y ocupó este puesto cuando la popularidad de Nixon y del Partido Republicano se desplomaban. A pesar de ser un fiel aliado del entonces presidente, cuando la complicidad de Nixon se hizo evidente, Bush se centró más en la defensa del Partido Republicano, aunque mantuvo la lealtad a Nixon. Poco después, Bush solicitó formalmente a Nixon que renunciase por el bien del Partido Republicano, lo cual acabó haciendo.

### Director de la CIA (1976-1977)
Sirvió como director de la CIA (Agencia Central de Inteligencia) entre enero de 1976 y enero de 1977 en una época en que la agencia estaba sumamente tocada por una serie de actividades ilícitas desarrolladas durante los años anteriores.
Durante el año de Bush a cargo de la CIA, la agencia de seguridad nacional de los Estados Unidos apoyó activamente la Operación Cóndor y las dictaduras militares de derecha en América Latina.
En 1999, la sede de la CIA en Langley, Virginia , fue nombrada Centro de Inteligencia George Bush en su honor.

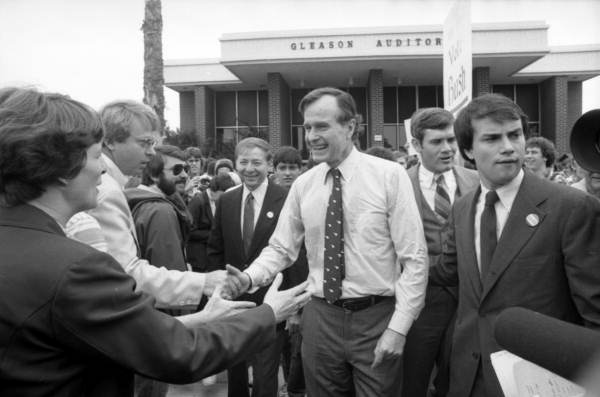
Bush de campaña en Florida en 1980.

### Campaña presidencial de 1980
Bush decidió presentarse a la nominación presidencial por su partido a finales de los años 70, llegando a presentarse a más de 850 actos políticos en 1979 y defendiendo su experiencia en altos puestos gubernamentales frente a sus diversos rivales en las primarias republicanas, entre los que destacan el senador Bob Dole de Kansas y el exgobernador de California Ronald Reagan, el cual acabó por ganar la nominación de su partido pese a una ligera ventaja al principio de Bush, al cual acabó nombrando su candidato a vicepresidente para unir las alas conservadora y moderada del partido, la última la cual Bush representaba.

### Vicepresidente (1981-1989)
Tras ganar Reagan las elecciones, Bush ejerció como vicepresidente de bajo perfil atendiendo sobre todo actos ceremoniales y sus labores como presidente del Senado.

En marzo de 1981 Reagan fue herido en un atentado y Bush ejerció brevemente durante dos semanas sus funciones sin intentar atribuirse ninguna condición de presidente, lo que le granjeó la amistad de Reagan.

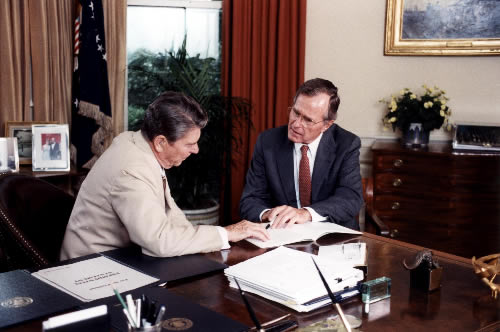
El presidente Ronald Reagan y el entonces vicepresidente Bush en el Despacho Oval de la Casa Blanca, 20 de julio de 1984.

Destacar también en esta primera etapa sus viajes a diversos países como a México en sus celebraciones del día de la Independencia, por África donde criticó desde Namibia la presencia de tropas cubanas en Angola y a El Salvador en diciembre de 1983, en donde amenazó al presidente Magaña con retirar la ayuda económica americana si no se convocaban elecciones libres. También atendió el funeral del líder soviético en 1984 Andropov representando a la delegación americana y deseando una mejor relación entre ambas potencias.
En 1984, él y Reagan fueron reelegidos en sus respectivos puestos con una aplastante victoria sobre el demócrata Walter Mondale y comenzó a preparar su campaña de cara a las presidenciales de 1988.
En 1985 serviría como presidente en funciones durante ocho horas durante una operación de colon de Reagan y ese mismo año se encontraría en Brasil en una cumbre con el presidente de Nicaragua Daniel Ortega en plena hostilidad del gobierno estadounidense hacia los sandinistas.
En 1986 se vio envuelto como la casi totalidad de la administración Reagan en el escándalo Irán - Contra, en donde oficiales americanos vendieron armamento secretamente a Irán con el fin de financiar las actividades de la guerrilla derechista nicaragüense en una clara violación del derecho internacional. Tanto Reagan como Bush lograron salir airosos.

### Campaña presidencial de 1988

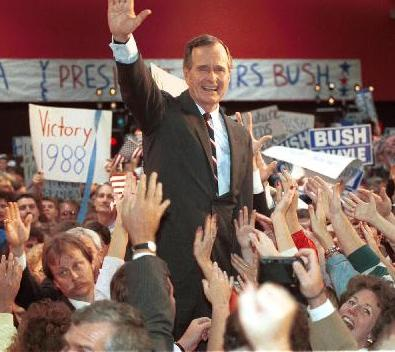
Bush en campaña en 1988.

En octubre de 1987 Bush entró oficialmente en la carrera presidencial, lo cual llevaba pensando desde mediados de la década, siendo sus principales competidores de nuevo el senador Dole y el predicador evangelista Pat Robertson.
Tras un mal comienzo en donde quedó tercero en el primer caucus, logró conseguir la nominación copiando la campaña agresiva de Reagan ocho antes y nominó como vicepresidente al desconocido senador de Indiana Dan Quayle con el fin de ganarse a los más conservadores.
Finalmente ganaría las elecciones al demócrata Michael Dukakis, el cual le superó en numerosas encuestas, en una campaña calificada como una de las más sucias hasta la fecha en donde Bush aprovechó la firme oposición de su rival a la pena capital para atacarle. También fue importante su promesa de no aumentar los impuestos (lo cual enfatizó con la frase «lean mis labios: no más impuestos»).

## Presidencia (1989-1993)
Bush inauguró su presidencia el 20 de enero de 1989 en plena descomposición del bloque soviético presentándose como líder de un mundo libre en expansión. Durante su mandato tendrían lugar la caída del muro de Berlín y la desintegración de la Unión Soviética.

### Política exterior

#### Panamá
En la década de 1980, el líder panameño Manuel Noriega, quien una vez apoyó a los Estados Unidos fue luego acusado de espionaje en favor de Fidel Castro y de usar a Panamá para traficar con drogas a los Estados Unidos, haciendo de él uno de los nombres más reconocidos en la prensa estadounidense. La lucha por sacarlo del poder comenzó con Reagan, cuando se impusieron sanciones económicas al país; esto incluía prohibir a las compañías y al gobierno de Estados Unidos que realizasen inversiones en Panamá y congelar 56 millones en fondos panameños en bancos estadounidenses.

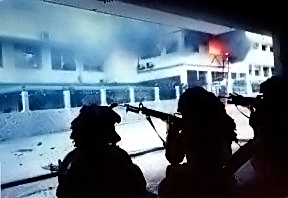
Marines estadounidenses durante la Operación Causa Justa.

En mayo de 1989, Panamá celebró elecciones democráticas, en las que Guillermo Endara fue elegido presidente; Los resultados fueron luego anulados por el gobierno de Noriega. En respuesta, Bush envió 2000 tropas más al país aparte de las que ya había estacionado Reagan previamente, en donde comenzaron a realizar ejercicios militares regulares en territorio panameño (en violación de tratados anteriores). Además, Bush cerró la embajada de los Estados Unidos y sacó al embajador del país, y envió tropas adicionales a Panamá para preparar el camino para una próxima invasión. Noriega abortó un intento de golpe militar en octubre y reprimió protestas masivas en Panamá contra él, pero después de que un soldado de EE. UU. recibiera un disparo de las fuerzas panameñas en diciembre de 1989, Bush ordenó la entrada de 24 000 soldados en la nación centroamericana con el objetivo de sacar a Noriega del poder. Fue la primera operación militar estadounidense a gran escala en más de 40 años que no estuvo relacionada con la Guerra Fría. 
La misión fue controvertida, pero las fuerzas estadounidenses lograron el control del país rápidamente y Endara asumió la presidencia. Noriega se rindió a los Estados Unidos y fue condenado y encarcelado por cargos de extorsión y tráfico de drogas en abril de 1992. El Presidente Bush y la primera dama Barbara Bush visitaron Panamá en junio de 1992 para brindar apoyo al nuevo gobierno panameño. La visita se vio empañada por las protestas que se convirtieron en disparos y gases lacrimógenos, lo que obligó a Bush a abandonar un mitin.

#### Unión Soviética

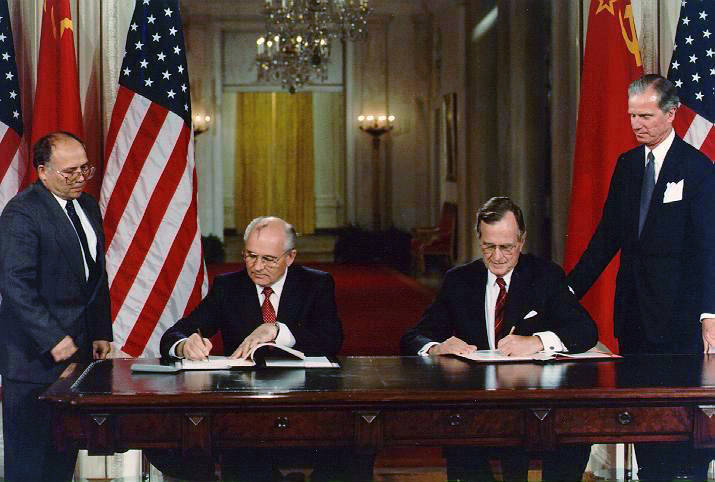
Bush y Gorbachov en 1991.

Bush se reunió con el secretario general soviético Mijail Gorbachov en la Cumbre de Malta en diciembre de 1989, justo después de la caída del muro de Berlín. Su administración había estado bajo una intensa presión para reunirse con los soviéticos, pero inicialmente no todos encontraron que la conferencia fuera un paso en la dirección correcta. El general Brent Scowcroft , entre otros, se mostró preocupado por la reunión y dijo que podría ser "prematuro" debido a la preocupación de que, según Condoleezza Rice "las expectativas [establecerían] que algo iba a suceder, donde los soviéticos podrían forzar [a los Estados Unidos] a acuerdos que finalmente no serían buenos para los Estados Unidos". Líderes europeos, entre ellos François Mitterrand y Margaret Thatcher , alentaron a Bush a reunirse con Gorbachov. Aunque no se firmaron acuerdos, la reunión se recibió como un paso importante para el final de la Guerra Fría. Cuando se le preguntó sobre la guerra nuclear, Gorbachov respondió: "Le aseguré al Presidente de los Estados Unidos que la Unión Soviética nunca iniciaría una guerra caliente contra los Estados Unidos de América, y nos gustaría que nuestras relaciones se desarrollaran de esa manera. que abrirían mayores posibilidades de cooperación ... Esto es solo el comienzo. Estamos justo al principio de nuestro camino, un largo camino hacia un período largo y pacífico".
Otra cumbre se celebró en julio de 1991, en la cual Bush y Gorbachov firmaron el Tratado de Reducción de Armas Estratégicas (START I) en Moscú. El tratado tomó nueve años de negociaciones y fue el primer acuerdo de armas importante desde la firma del Tratado de Fuerzas Nucleares de Rango Intermedio por parte de Reagan y Gorbachov en 1987. Las contenciones en START reducirían las armas nucleares estratégicas de los Estados Unidos y la URSS. en aproximadamente un 35% en siete años, y los misiles balísticos intercontinentales terrestres de la Unión Soviética se reducirían en un 50%. Bush describió a START como "un importante paso adelante para disipar medio siglo de desconfianza". 
Durante la disolución de la URSS a finales de 1991, la posición del presidente Bush fue tachada de ambivalente. Poco después declararía junto con el nuevo el presidente ruso Boris Yeltsin una asociación estratégica entre Estados Unidos y Rusia, que marca el final de la Guerra Fría.

#### Irak
El 2 de agosto de 1990, Irak, liderado por Saddam Hussein, invadió su vecino sureño rico en petróleo, Kuwait; Bush condenó la invasión y comenzó a unir a una coalición opositora integrada por los Estados Unidos, los aliados de Europa, Asia y Oriente Medio. El Secretario de Defensa Dick Cheney viajó a Arabia Saudita para reunirse con el Rey Fahd, quien solicitó ayuda militar de los Estados Unidos en el asunto, por temor a una posible invasión de su país.  Irak intentó negociar un acuerdo que hubiera permitido al país tomar el control de la mitad de Kuwait. Bush rechazó esta propuesta e insistió en una retirada completa de las fuerzas iraquíes. 
La planificación de una operación terrestre por las fuerzas de la coalición lideradas por Estados Unidos comenzó a formar en septiembre de 1990, dirigida por el general Norman Schwarzkopf. Bush habló ante una sesión conjunta del Congreso de los Estados Unidos respecto a la autorización de ataques aéreos y terrestres, estableciéndose cuatro objetivos inmediatos: "Irak debe retirarse de Kuwait por completo, inmediatamente y sin condiciones. Se debe restaurar el gobierno legítimo de Kuwait. Se debe garantizar la seguridad y la estabilidad del Golfo Pérsico. Los ciudadanos en el extranjero deben ser protegidos ". Poco después el Consejo de Seguridad de las Naciones Unidas autorizó el uso de la fuerza militar  con el objetivo establecido de devolver el control de Kuwait al gobierno de legítimo.

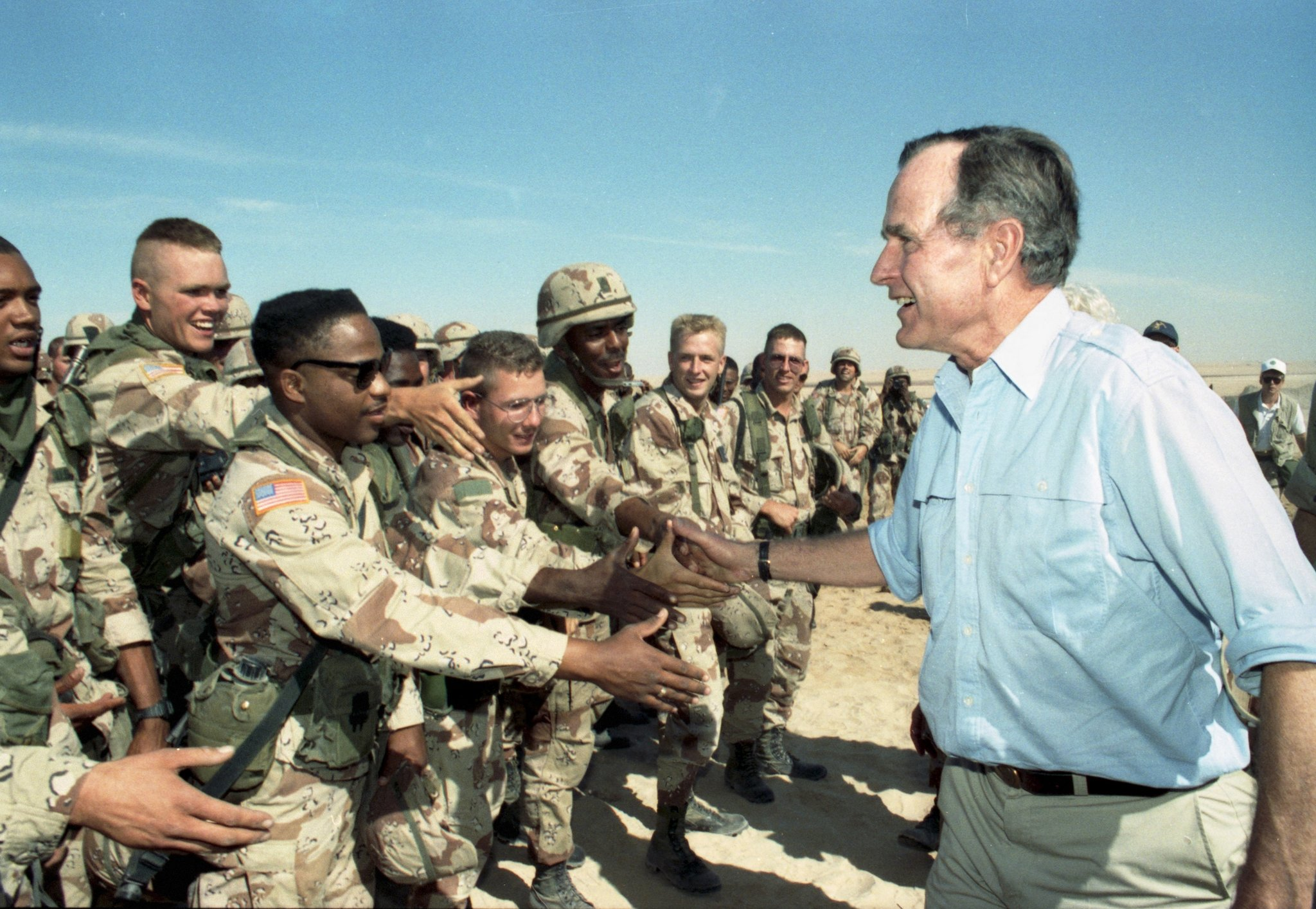
El presidente Bush visitando a las tropas durante la guerra del Golfo

Antes de la invasión de Irak, Bush declaró lo siguiente:

Como estadounidenses sabemos que hay veces en que debemos dar un paso al frente y aceptar nuestra responsabilidad de dirigir al mundo, lejos del caos oscuro de los dictadores. Somos la única nación en este planeta capaz de aglutinar a las fuerzas de la paz.
George H. W. Bush 

En la mañana del 17 de enero de 1991, las fuerzas aliadas lanzaron el primer ataque, que incluyó más de 4,000 bombardeos con aviones de la coalición. Este ritmo continuaría durante las próximas cuatro semanas, hasta que se lanzó una invasión terrestre el 24 de febrero de 1991. Las fuerzas aliadas penetraron en las líneas iraquíes y avanzaron hacia la ciudad de Kuwait, mientras que en el lado oeste del país, las fuerzas estaban interceptando la retirada del ejército iraquí. Bush tomó la decisión de detener la ofensiva después de apenas 100 horas. Los críticos calificaron esta decisión como prematura, ya que cientos de fuerzas iraquíes pudieron escapar; Bush respondió diciendo que quería minimizar las bajas estadounidenses. Los opositores acusaron además que Bush debería haber continuado el ataque, empujando al ejército de Hussein de regreso a Bagdad, y luego sacándolo del poder.  Bush explicó que no dio la orden de derrocar al gobierno iraquí porque habría "incurrido en costos humanos y políticos incalculables ... Nos hubiéramos visto obligados a ocupar Bagdad y, en efecto, a gobernar Irak".
Los índices de aprobación de Bush se dispararon después de la exitosa ofensiva.  Además, tanto el presidente Bush como el secretario de Estado Baker sintieron que la victoria de la coalición había aumentado el prestigio de los Estados Unidos en el extranjero y creía que había una oportunidad para utilizar el capital político generado por la victoria de la coalición para revitalizar el proceso de paz árabe-israelí. La administración rápidamente abordó este tema después del final de la guerra del Golfo; esto dio lugar a la Conferencia de Madrid, más tarde en 1991. Durante su etapa presidencial se dio a reconocer por el carácter informal que imprimió a sus relaciones con otros mandatarios mundiales. Durante un discurso junto al presidente de Rusia Mijail Gorbachov y posteriormente Boris Yeltsin, George afirmó que murió el comunismo sellando el fin de la Guerra Fría, supo hacer relaciones personales cercanas con líderes como John Major, Francois Mitterrand, Helmut Kohl, Carlos Salinas, Fernando Collor de Mello, César Gaviria, Patricio Aylwin, Violeta Chamorro, Felipe González, Carlos Menem, Carlos Andrés Pérez, Rafael Ángel Calderón Fournier y Luis Alberto Lacalle. 

### NAFTA

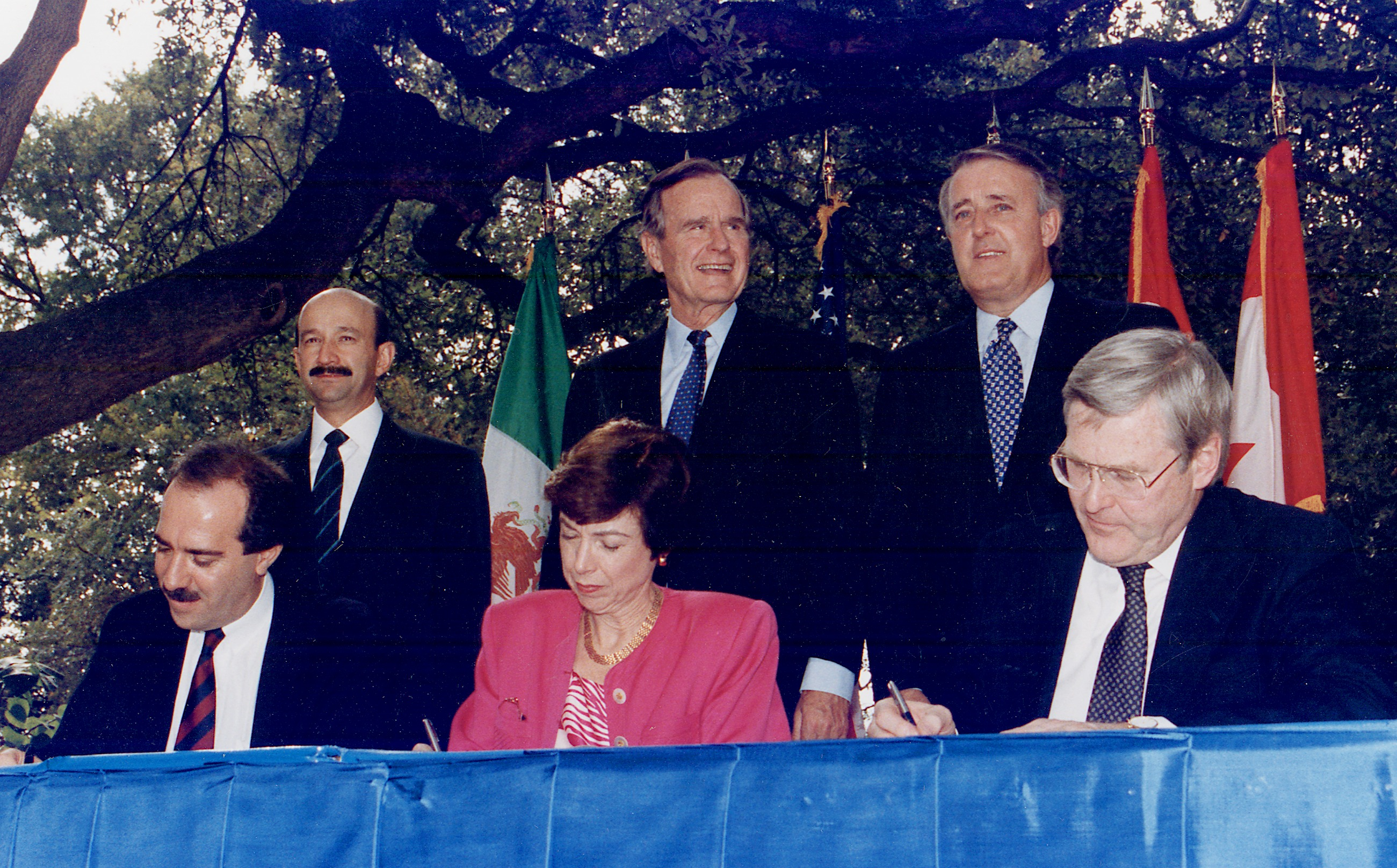
Bush junto con el presidente mexicano Carlos Salinas de Gortari y el primer ministro canadiense Brian Mulroney en la firma del acuerdo del NAFTA en 1992.

El gobierno de Bush y el del primer ministro de Canadá, Brian Mulroney, encabezaron las negociaciones del Tratado de Libre Comercio de América del Norte (TLCAN). El acuerdo eliminaría la mayoría de los aranceles sobre productos que se comercializaban entre los Estados Unidos, Canadá y México. Esto fomentaría el comercio entre los países. El tratado también restringió las patentes, los derechos de autor y las marcas comerciales, y eliminó restricciones de inversión entre los tres países.
Los demócratas criticaron que el TLCAN resultaría en la pérdida de empleos en Estados Unidos, si bien, el presidente Clinton continuaría haciendo de la aprobación del TLCAN una prioridad para su administración, a pesar de sus raíces conservadoras y republicanas, con la adición de dos acuerdos paralelos, para lograr su aprobación en 1993.
Desde entonces, el tratado ha sido defendido y criticado a partes iguales. La economía estadounidense ha crecido un 54% desde la adopción del TLCAN en 1993, con 25 millones de nuevos empleos creados; sin embargo, el déficit comercial de Estados Unidos con Canadá y México ha aumentado casi 12 veces su tamaño inicial.

### Campaña presidencial de 1992
A principios de 1992, Bush anunció que buscaría un segundo mandato. La victoria de la coalición en la guerra del Golfo Pérsico y altos índices de aprobación hicieron que la reelección pareciera probable. Como resultado, muchos líderes demócratas se negaron a buscar la nominación presidencial de su partido. En el lado negativo, la popularidad de Bush se vio afectada por una recesión económica y las dudas sobre si terminó adecuadamente la guerra del Golfo.

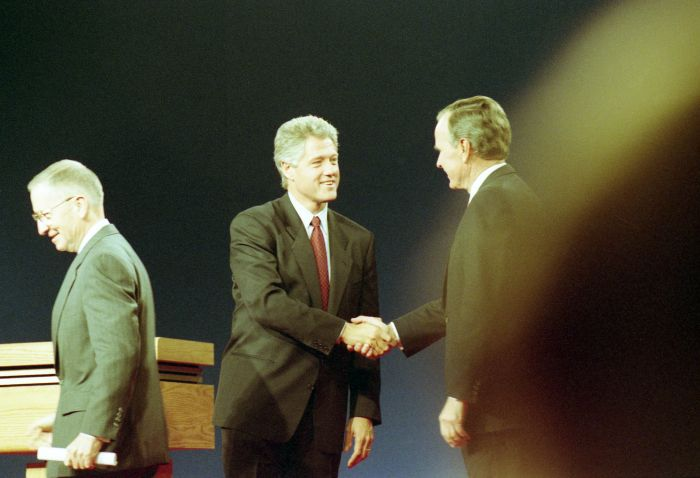
Bush en su tercer debate con Clinton y Perot

El columnista político conservador Pat Buchanan desafió a Bush por la nominación republicana. Sorprendió a los expertos políticos al terminar segundo, con el 37% de los votos en las primarias de New Hampshire. Bush respondió adoptando posiciones más conservadoras en un intento por socavar la base de Buchanan. Una vez que obtuvo la nominación, Bush se enfrentó al candidato demócrata, el desconocido gobernador de Arkansas, Bill Clinton . Clinton atacó a Bush con que no estaba haciendo lo suficiente para ayudar a la clase media trabajadora y estaba "fuera de contacto" con el hombre común. Además Bush se encontraba lastrado por la recesión económica y por incumplir su promesa de no subir los impuestos.
A principios de 1992, la carrera por la presidencia dio un giro inesperado cuando el multimillonario de Texas Ross Perot lanzó su candidatura independiente, afirmando que ni los republicanos ni los demócratas podían eliminar el déficit y hacer que el gobierno fuera más eficiente. Su mensaje hizo un llamamiento a los votantes de todo el espectro político decepcionados con la percepción de irresponsabilidad fiscal de ambos partidos. Perot más tarde se retiró de la carrera por un corto tiempo para luego volver a entrar.
Clinton originalmente había estado a la cabeza, hasta que Perot retornó a las elecciones, lo que estrechó la carrera significativamente, pero el día de las elecciones Clinton se ubicó en la cima, con 370 votos electorales contra los 168 votos de Bush. Perot ganó el 19% del voto popular, uno de los totales más altos para un candidato independiente en la historia de los EE. UU.

## Vida después de la presidencia
Al dejar el cargo, Bush se retiró con su esposa, Barbara, y se mudó a una casa en la comunidad de West Oaks, Houston.
En 1993, Bush fue objeto de un plan de asesinato cuando visitó Kuwait para conmemorar la victoria de la coalición sobre Irak en la guerra del Golfo. Las autoridades kuwaitíes arrestaron a 17 personas que presuntamente estaban involucradas en el uso de un coche bomba en un intento de matar a Bush. A través de entrevistas con los sospechosos y exámenes de los circuitos y cableado de la bomba, el FBI estableció que el complot había sido dirigido por el Servicio de Inteligencia iraquí.
En abril de 1994, Bush asistió al funeral de Richard Nixon.

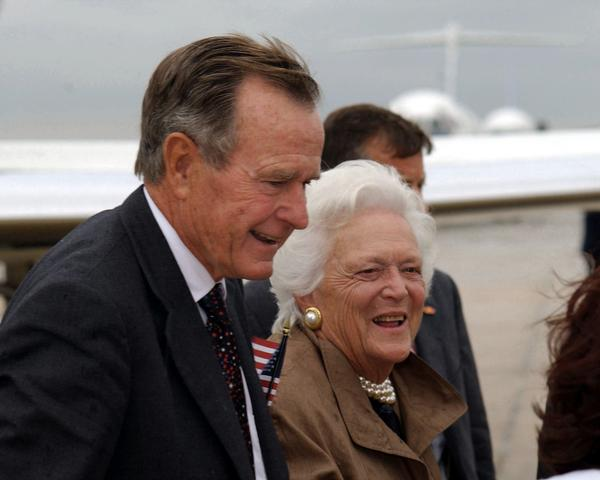
George y Barbara Bush en 2001

En las elecciones para gobernador de 1994, sus hijos George W. y Jeb se presentaron al mismo tiempo para gobernador de Texas y gobernador de Florida respectivamente, ganando el primero la elección y perdiéndola el segundo para ganarla 4 años después.  Fue la segunda vez en la historia de los Estados Unidos que un par de hermanos sirvieron simultáneamente como gobernadores.
De 1993 a 1999, se desempeñó como presidente del consejo de administración de Eisenhower Fellowships, y de 2007 a 2009 fue presidente del Centro Nacional de la Constitución.
En un discurso del 22 de octubre de 1994 en Cancún , México, Bush dijo que la historia lo reivindicaría por no intentar expulsar a Saddam Hussein mientras estaba en el cargo: "Las conversaciones de paz en el Medio Oriente que ofrecen esperanza al mundo nunca habrían comenzado si hubiéramos Hecho eso. Los árabes nunca nos habrían hablado ".
En abril de 1997, el Aeropuerto Intercontinental de Houston pasó a llamarse Aeropuerto Intercontinental George Bush luego de que una propuesta recibió la aprobación unánime del Consejo Municipal de Houston.
En abril de 1999, Bush pidió la liberación del exdictador Augusto Pinochet tras su arresto en Londres por su presunta implicación en los delitos de genocidio, terrorismo internacional, torturas y desaparición de personas ocurridos en Chile.
Su hijo mayor, George W. Bush , fue inaugurado como el 43.er presidente de los Estados Unidos el 20 de enero de 2001 y fue reelegido en 2004. 
Después de la caída de Bagdad, Bush elogió a George W. en un correo electrónico en abril de 2003.  En una entrevista del 14 de septiembre de 2003 con la BBC, Bush expresó su apoyo a la continuación de la guerra contra el terrorismo de su hijo y dijo que Estados Unidos estaba en mejores condiciones de protección frente al terrorismo que dos años antes.

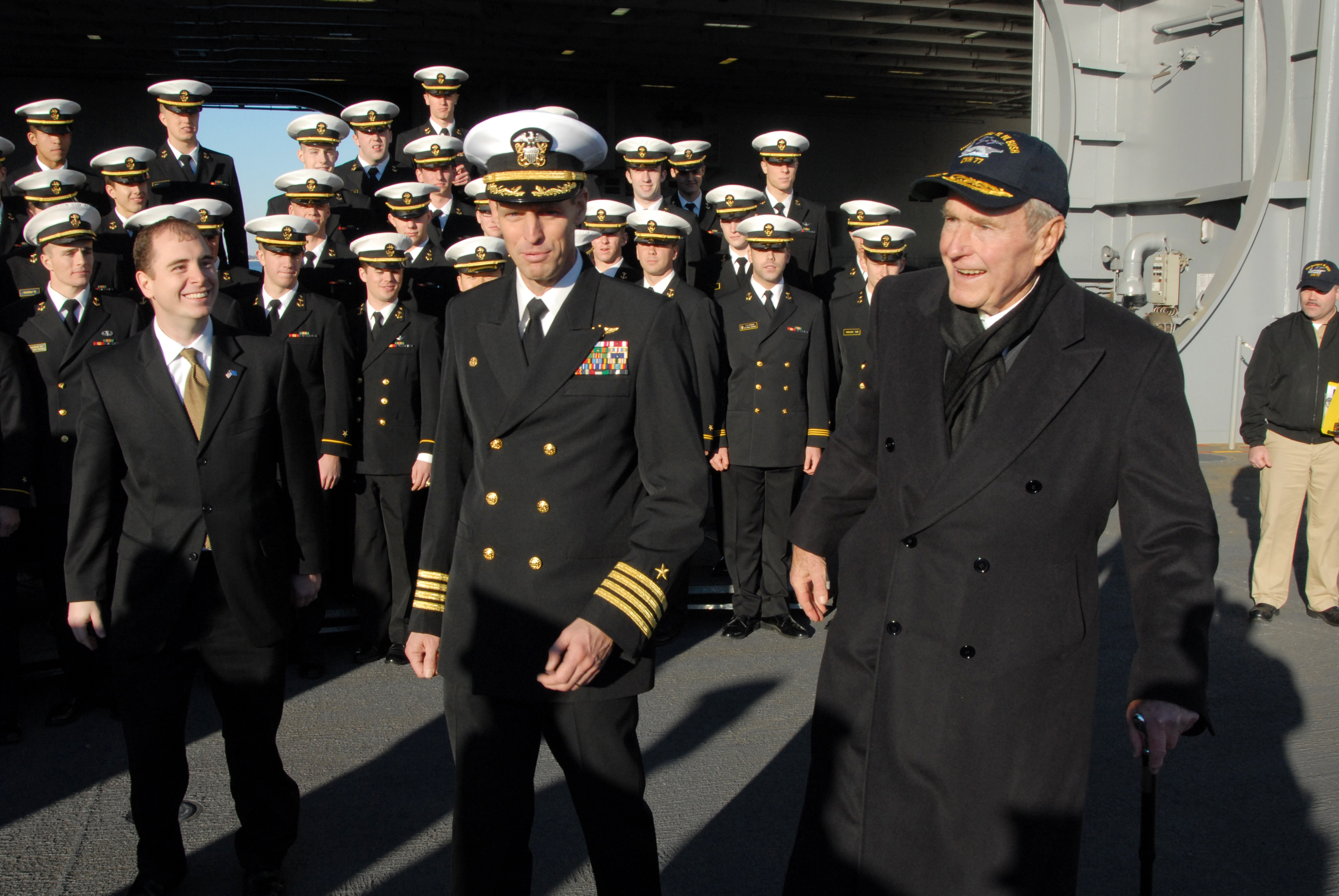
Bush en la inauguración del portaviones con su nombre

A pesar de las diferencias políticas de Bush con Bill Clinton, los dos expresidentes parecieron haberse hecho amigos. Él y Clinton aparecieron juntos en anuncios de televisión en 2005, alentando la ayuda para las víctimas del huracán Katrina y el terremoto y tsunami del Océano Índico de 2004.
El 18 de febrero de 2008, Bush apoyó formalmente al senador John McCain para presidente de los Estados Unidos. El respaldo ofreció un impulso a la campaña de McCain, porque el senador de Arizona había estado enfrentando críticas de los más conservadores.
El 15 de febrero de 2011, el presidente Barack Obama le otorgó la Medalla Presidencial de la Libertad, el honor civil más alto de los Estados Unidos.
El 29 de marzo de 2012, Bush apoyó a Mitt Romney para la nominación presidencial republicana en las elecciones presidenciales de 2012.
En julio de 2013, Bush se afeitó la cabeza en una muestra de apoyo al hijo de dos años de un miembro de su equipo de seguridad, que tenía leucemia.
El 12 de junio de 2014, Bush cumplió una antigua promesa al tirarse en paracaídas en su 90 cumpleaños. Saltó en paracaídas desde un helicóptero cerca de su casa a las 11:15 a. m. en Kennebunkport, Maine. El salto marcó la octava vez que el presidente saltaba en paracaídas, incluyendo los saltos de sus cumpleaños 80 y 85 también.
Bush apoyó la candidatura presidencial de 2016 de su hijo menor Jeb. Sin embargo, la campaña de Jeb Bush fracasó, y se retiró de la carrera durante las primarias. Ni él ni su hijo George W. Bush respaldaron al eventual candidato republicano, Donald Trump; los tres Bush surgieron como críticos frecuentes de las políticas y el estilo de Trump, mientras que Trump criticó frecuentemente la presidencia de George W. Bush. Más tarde diría que votó por la candidata demócrata, Hillary Clinton, en las elecciones de ese año.

## Fallecimiento

### Muerte

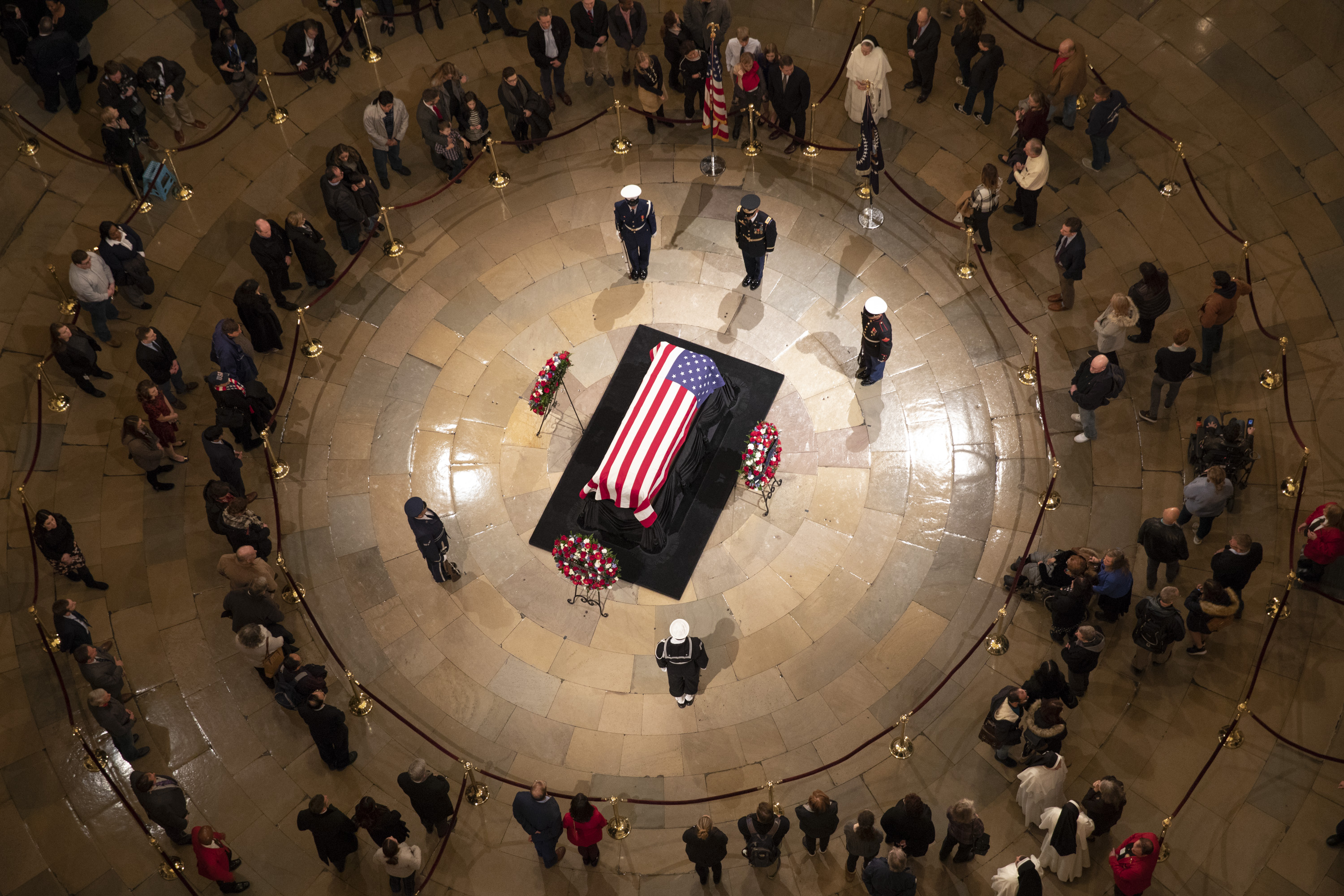
Féretro de George H. W. Bush en la rotonda del Capitolio, en Washington D. C.

Falleció el 30 de noviembre de 2018 en su casa en Houston 7 meses y medio después de la muerte de su esposa. El ex secretario de Estado del mismo, James A. Baker, declaró que las últimas palabras del presidente fueron para su hijo mayor, George W. Bush. Ya anteriormente, el presidente, le había dicho a su hijo el querer viajar al cielo, que ahí es el único sitio donde estaría en paz, además de "Nos reuniremos en el paraíso".
Sin embargo James A. Baker aclara que las últimas palabras fueron por teléfono hacia su hijo, este al ver su estado y su inevitable muerte le dijo: "Te quiero" a lo que este respondió: "Yo también te quiero".

### Funeral de estado
El cuerpo del presidente fue llevado a la rotonda del Capitolio para el funeral de estado, en dicho funeral asistió el presidente Trump y su esposa,  Melania, a pesar de sus malas relaciones con la familia Bush, además de su hijo George W. Bush, también presidente. El 5 de diciembre, su cuerpo fue trasladado a la Catedral Nacional de Washington, último funeral de estado realizado antes de su entierro, el día 6 de diciembre en Texas.